# Вакцинація проти COVID-19 у Нігерії
Вакцинація проти COVID-19 у Нігерії — це кампанія масової імунізації населення Нігерії проти COVID-19 під час пандемії коронавірусної хвороби. Вакцинація в Нігерії розпочалася 5 березня 2021 року. Станом на 28 лютого 2022 року першу дозу вакцини проти COVID-19 отримали 17914944 особи, другу дозу — 8197832 особи.

## Хронологія
2 березня 2021 року перша партія з 4 мільйонів доз вакцини Oxford–AstraZeneca проти COVID-19 від ініціативи COVAX прибула до міжнародного аеропорту Ннамді Азіківе.
5 березня працівник Національної лікарні в Абуджі Сіпріан Нгонг став першою людиною в Нігерії, яка вакцинувалась від COVID-19.
Президент Мухаммаду Бухарі отримав першу вакцинацію від COVID-19 6 березня.
21 березня Нігерія отримала додаткові 300 тисяч доз вакцин Oxford–AstraZeneca проти COVID-19 від компанії мобільного зв'язку MTN.
До кінця березня було введено 0,7 мільйона доз вакцини.
6 квітня Нігерія отримала від уряду Індії 100 тисяч доз вакцини Oxford–AstraZeneca проти COVID-19.
До кінця квітня було введено 1,2 млн доз вакцини.
До кінця травня було введено 1,6 млн доз вакцини.
До кінця червня було введено 3,4 млн доз вакцини.
Кампанію вакцинації в Нігерії призупинили 9 липня через вичерпання першої партії COVAX, яка надійшла в березні.
До кінця липня було введено 3,9 мільйонів доз вакцини.
1 серпня Нігерія отримала 4 мільйони доз вакцини «Moderna» із США.
Другий етап вакцинальної програми розпочався 16 серпня.
До кінця серпня було введено 4,2 мільйонів доз вакцини.
До кінця вересня було введено 6,9 мільйонів доз вакцини.
8 жовтня Нігерія отримала від уряду Франції 500 тисяч доз вакцини Oxford–AstraZeneca проти COVID-19.
До кінця жовтня було введено 8,6 мільйонів доз вакцини. Близько 4 % цільової групи були повністю вакциновані до кінця місяця.
До кінця листопада було введено 9,8 мільйонів доз вакцини. Більше 4 % цільової групи були повністю вакциновані до кінця місяця.
Близько мільйона доз вакцини Oxford-AstraZeneca було знищено в Нігерії через закінчення терміну придатності.
До кінця грудня було введено 14,8 мільйонів доз вакцини. 5 % цільової групи були повністю вакциновані до кінця місяця.
До кінця січня 2022 року було введено 20,6 мільйонів доз вакцини. До кінця місяця було повністю вакциновано 6 % цільової групи населення.
До кінця лютого було введено 26,5 мільйонів доз вакцини, а 8,1 мільйона осіб були повністю вакциновані.
До кінця березня було введено 31,4 мільйона доз вакцини, а 9,6 мільйона осіб були повністю вакциновані.
До кінця квітня було введено 38,4 мільйона доз вакцини, а 14,9 мільйона осіб були повністю вакциновані.

## Використання вакцин
| Вакцина            | Схвалення | Використання |
| ------------------ | --------- | ------------ |
| Oxford–AstraZeneca | Так       | Так          |
| Moderna            | Так       | Так          |
| Janssen            | Так       | Ні           |
| Спутник V          | Так       | Ні           |
| Pfizer–BioNTech    | Так       | Ні           |
| Sinopharm BIBP     | Так       | Ні           |

## Графік щеплень
| Фаза | Пріоритетна група | Прогрес   |
| ---- | --- | --------- |
| 1    | Медичні працівники та допоміжний персонал, працівники життєво необхідних галузей та працівники служб швидкого реагування | У процесі |
| 2    | Пріоритет 1: Особи віком від 60 років Пріоритет 2: Особи віком 50–59 років                                               | У процесі |
| 3    | Особи віком 18–49 років із супутніми захворюваннями                                                                      |           |
| 4    | Решта відповідного населення віком 18–49 років                                                                           |           |

Частка вакцинованих (1-ша доза) — 16,0 %, частка вакцинованих (2-а доза) — 7,6 %.

### За штатом
| Штат                          | Загальна кількість вакцинованих (1-ша доза) | Загальна кількість вакцинованих (2-га доза) | Загальна кількість вакцинованих (бустерна доза) | Загальна кількість вакцинованих (бустерна доза) |
| Штат                          | Загальна кількість вакцинованих (1-ша доза) | Загальна кількість вакцинованих (2-га доза) | Moderna                                         | Pfizer                                          |
| ----------------------------- | ------------------------------------------- | ------------------------------------------- | ----------------------------------------------- | ----------------------------------------------- |
| Абія                          | 178,606                                     | 104,979                                     | 1,052                                           | 15,352                                          |
| Адамава                       | 325,185                                     | 140,431                                     | 81                                              | 7,670                                           |
| Аква-Ібом                     | 170,729                                     | 78,381                                      | 24                                              | 1,587                                           |
| Анамбра                       | 138,288                                     | 62,047                                      | 147                                             | 1,325                                           |
| Баучі                         | 322,583                                     | 128,349                                     | 698                                             | 4,240                                           |
| Баєлса                        | 57,895                                      | 23,222                                      | 202                                             | 726                                             |
| Бенуе                         | 288,182                                     | 103,910                                     | 132                                             | 1,052                                           |
| Борно                         | 200,699                                     | 73,697                                      | 85                                              | 2,766                                           |
| Крос-Ривер                    | 354,326                                     | 172,314                                     | 298                                             | 15,539                                          |
| Дельта                        | 543,596                                     | 354,427                                     | 7,709                                           | 18,736                                          |
| Ебоньї                        | 96,268                                      | 37,793                                      | 90                                              | 134                                             |
| Едо                           | 208,074                                     | 97,024                                      | 1,042                                           | 1,642                                           |
| Екіті                         | 300,453                                     | 170,761                                     | 151                                             | 3,802                                           |
| Енугу                         | 200,522                                     | 71,349                                      | 129                                             | 2,467                                           |
| Федеральна столична територія | 453,323                                     | 253,528                                     | 1,821                                           | 18,282                                          |
| Гомбе                         | 238,851                                     | 136,204                                     | 638                                             | 20,256                                          |
| Імо                           | 132,663                                     | 72,851                                      | 24                                              | 1,056                                           |
| Джигава                       | 2,391,500                                   | 716,180                                     | 109                                             | 16,638                                          |
| Кадуна                        | 403,613                                     | 210,424                                     | 678                                             | 6,317                                           |
| Кано                          | 1,797,509                                   | 698,910                                     | 6,550                                           | 140,078                                         |
| Кацина                        | 446,009                                     | 150,495                                     | 474                                             | 7,564                                           |
| Кеббі                         | 267,666                                     | 127,030                                     | 1,645                                           | 17,919                                          |
| Когі                          | 230,523                                     | 77,955                                      | 235                                             | 159                                             |
| Квара                         | 452,723                                     | 211,390                                     | 230                                             | 2,287                                           |
| Лагос                         | 1,560,402                                   | 1,010,498                                   | 599                                             | 54,514                                          |
| Насарава                      | 1,144,679                                   | 611,963                                     | 1,288                                           | 199,669                                         |
| Нігер                         | 363,643                                     | 139,411                                     | 89                                              | 3,117                                           |
| Огун                          | 942,275                                     | 499,162                                     | 338                                             | 16,326                                          |
| Ондо                          | 412,164                                     | 204,788                                     | 98                                              | 2,994                                           |
| Осун                          | 564,513                                     | 257,106                                     | 233                                             | 8,903                                           |
| Ойо                           | 926,268                                     | 460,234                                     | 231                                             | 15,325                                          |
| Плато                         | 250,841                                     | 128,225                                     | 664                                             | 2,658                                           |
| Риверс                        | 404,555                                     | 193,151                                     | 744                                             | 10,094                                          |
| Сокото                        | 234,880                                     | 76,227                                      |                                                 | 52                                              |
| Тараба                        | 206,826                                     | 70,918                                      | 511                                             | 2,474                                           |
| Йобе                          | 200,970                                     | 69,729                                      | 159                                             | 3,542                                           |
| Замфара                       | 503,142                                     | 202,589                                     | 359                                             | 40,085                                          |